# بزلایش
بزلایش (به آلمانی: Beselich) یک شهر در آلمان است که در لیمبرگ-وایلبورگ واقع شده‌است. بزلایش ۵٬۷۲۰ نفر جمعیت دارد.